# Evil Alien Conquerors
Evil Alien Conquerors  (br:Alienados do Espaço) é um filme estadunidense, do ano de 2002, dos gêneros ficção científica e comédia, dirigido por Chris Matheson.

## Enredo
My-ik e Du-ug, dois alienígenas, armados apenas com espadas chegam a terra com a missão de conquistá-la. A medida em que conhecem o planeta começam a duvidar do exito do empreendimento, que o planeta Kabijj, lhes conferiu e, temem a vinda do gigante Croker em sua perseguição devido a falha na missão.

## Elenco
- Michael Weston.......Kenny
- Diedrich Bader.......My-ik
- Chris Parnell.......Du-ug
- Tyler Labine.......Croker
- Elden Henson.......Ron
- Beth Grant.......Sheila
- Missy Yager.......Penny
- Phil LaMarr.......Vel-Dan
- Joel McCrary.......Sr. Breen
- Michael McShane.......Rabirr
- Martin Spanjers.......Jimmy
- Jacob Franchek.......Steve
- NiCole Robinson.......Gail
- Andrew Bilgore.......Clerk
- Peter Sherayko.......Conselheiro
- Benjamin John Parrillo.......Tan Guy
- Tori Spelling.......Jan

## Crítica
O filme não foi bem recebido pela crítica que o considerou banal e fraco. Também, o baixo orçamento, foi apontado como um dos motivos do pobre resultado.